# Adelin (rejon brasławski)
Adelin – dawny zaścianek. Tereny, na których był położony, leżą obecnie na Białorusi, w obwodzie witebskim, w rejonie brasławskim.

## Historia
W czasach zaborów w granicach Imperium Rosyjskiego.
W latach 1921–1945 folwark a następnie zaścianek leżał w Polsce, w województwie nowogródzkim (od 1926 w województwie wileńskim) w powiecie brasławskim, w gminie Dryświaty a następnie w gminie Rymszany.
Według Powszechnego Spisu Ludności z 1921 roku zamieszkiwało tu 13 osób, wszystkie były wyznania rzymskokatolickiego i zadeklarowały polską przynależność narodową. Był tu 1 budynek mieszkalny. W 1931 w 2 domach zamieszkiwało 12 osób.
Wierni należeli do parafii rzymskokatolickiej w Rymszanach. W 1933 podlegała pod Sąd Grodzki w Turmoncie i Okręgowy w Wilnie; właściwy urząd pocztowy mieścił się w Rymszanach.